# Nabój 7,62 × 54 mm R
7,62 × 54 mm R – nabój karabinowy opracowany w latach 80. XIX wieku w Rosji.
Nabój 7,62 × 54 mm R został przyjęty do uzbrojenia w 1891 roku wraz z karabinem wz. 1891. Choć były już wówczas znane naboje bez kryzy wystającej, ze względu na niski poziom rosyjskiego przemysłu zdecydowano się na przyjęcie naboju z kryzą wystającą, broń zasilana taką amunicją ma bardziej skomplikowaną konstrukcję, ale może być produkowana z większymi tolerancjami.
Po II wojnie światowej nabój 7,62 × 54 mm R stał się przepisowym nabojem karabinowym armii państw Układu Warszawskiego. Obecnie obok naboju 7,62 × 51 mm NATO należy do najpowszechniej używanych naboi karabinowych.

## Wersje

### ZSRR/Rosja
- LPS – pocisk lekki z rdzeniem stalowym, masa pocisku 9,65 g, prędkość początkowa 870 m/s, oznaczenie: końcówka pocisku pomalowana na srebrno.
- D – pocisk ciężki z rdzeniem ołowianym, masa pocisku 11,98 g.
- BS-40 – pocisk przeciwpancerno-zapalający ciężki, z rdzeniem wolframowym, masa pocisku 12,11 g, prędkość początkowa 805 m/s, oznaczenie: końcówka pocisku pomalowana na czarno z czerwoną szarfą.
- T46 – pocisk smugowy, masa pocisku 9,65 g zasięg smugi – 1000 m, oznaczenie: końcówka pocisku pomalowana na zielono.
- BZT – pocisk przeciwpancerno-zapalająco-smugowy z rdzeniem stalowym, masa pocisku 9,2 g.
- PZ – pocisk zapalająco-wskaźnikowy, masa pocisku 10,36 g.
- 7N1 – nabój do karabinów wyborowych, głównie SWD.

### Finlandia
- D166 – pocisk zwykły, masa pocisku 12,96 g, prędkość początkowa 700 m/s.
- D276 – pocisk zapalający.
- D277 – pocisk przeciwpancerny.
- D278 – pocisk smugowy.

### Polska
- L – pocisk lekki, oznaczenie: nie posiada[1]; łuska emaliowana.
- ŁPS – pocisk lekki z rdzeniem stalowym, masa pocisku 9,65 g, prędkość początkowa 870 m/s, oznaczenie: końcówka pocisku pomalowana na srebrno.
- C – pocisk ciężki, oznaczenie: pas na skrzynce żółty, końcówka pocisku żółta[1].
- B-32 – pocisk przeciwpancerno-zapalający, oznaczenie: pas na skrzynce czarno czerwony, końcówka pocisku czarna z czerwoną szarfą[1].
- T46 – pocisk smugowy, oznaczenie: pas na skrzynce zielony; końcówka pocisku pomalowana na zielono[1].
- PZ – pocisk zapalająco-wskaźnikowy, oznaczenie: pas na skrzynce czerwony, końcówka pocisku czerwona[1].